# Axion (pleme)
Axion (Atsayonck, Atsayongky) /Axion ='the muddy place'/ je jedno od malih plemena američkih Indijanaca iz grupe Unami Delawaraca, nastanjenih u 17. stoljeću na istočnoj obali rijeke Delaware između Rancocas Creeka i sadašnjeg Trenton, New Jersey. Godine 1648. oni su u tom kraju bili najveće od plemena koje je imalo oko 200 ratnika. Prema američkom etnologu Brintonu, njihovo ime je iskvareni oblik koji dolazi po imenu rječice Assiscunk, blizu Burlingtona, odnosno od assiscu 'mud'.

## Vanjske poveznice
- Axion Indian Tribe History